# Dubăsari
Dubăsari (phát âm tiếng România: [dubəsar ʲ]; tiếng Nga: Дубоссары, tiếng Ukraina: Дубоссари, đôi khi chuyển tự thành Dubossary trong tiếng Anh) là một thành phố ở Transnistria, với dân số 23.650 người. Thành phố này thuộc sự quản lý của chính quyền ly khai của "Cộng hòa Moldova Transnistria", và là thủ phủ của phó huyện Dubăsari, Transnistria, Moldova.

## Lịch sử
Dubăsari là địa điểm của một trong những khu định cư lâu đời nhất ở Moldova, và khu vực Transnistrian. Hiện vật thời kỳ đồ đá đã được tìm thấy trong khu vực, và có một số kurgan (được cho là của Scythia) xung quanh thành phố. Các tài liệu đề cập đầu tiên về Dubăsari hiện đại có đầu thế kỷ 16. Khu định cư đã trở thành một phần của Đế chế Nga vào năm 1792, và đã trở thành thành phố vào năm 1795.
Năm 1924-1940, Dubăsari là một phần của Cộng hòa xã hội chủ nghĩa Xô viết tự trị Moldova được lập thời Xô Viết. Thành phố được công công nghiệp hóa cao thời kỳ trước  thế chiến 2. Trong quá trình diễn ra chiến tranh thế giới thứ II, vào năm 1940, khi Bessarabia bị chiếm đóng bởi Liên Xô, thành phố đã trở thành một phần của Cộng hòa XHCN Xô Viết Moldova mới được thành lập. Ngày 27 tháng 6 năm 1941, thành phố bị chiếm đóng bởi quân đội Đức và Romania. Thành phố bị chiếm trở lại bởi các lực lượng quân Liên Xô vào mùa hè năm 1944.
Năm 1951-1954, đập Dubăsari, và một đập có nhà máy thủy điện công suất 48 MW Dubossarskaya GES được xây dựng, và hồ chứa nước Dubăsari đã được hình thành.
Dubăsari và các vùng ngoại ô của nó là địa điểm của cuộc xung đột lớn trong thời gian 1990-1992, mà cuối cùng bị suy thoái trong cuộc chiến tranh Transnistria (1992). Kể từ đó, nó đã được kiểm soát của chính quyền ly khai Transnistria. Nền kinh tế của thành phố đã bị thiệt hại đáng kể trong cuộc chiến tranh năm 1992.